# بيفواي الرابعة
بيفواي الرابعة (بالإنجليزية: Paveway IV)‏ هي قنبلة ثنائية الوضع والتوجيه نظام التموضع العالمي (GPS) /نظام الملاحة بالقصور الذاتي (INS) والموجهة بالليزر. صنعت من قبل شركة رايثيون المملكة المتحدة (سابقا رايثيون سيستمز ليمتد). وهي أحدث نسخة من سلسلة قنابل (Paveway) المتكررة.

## المستخدمون

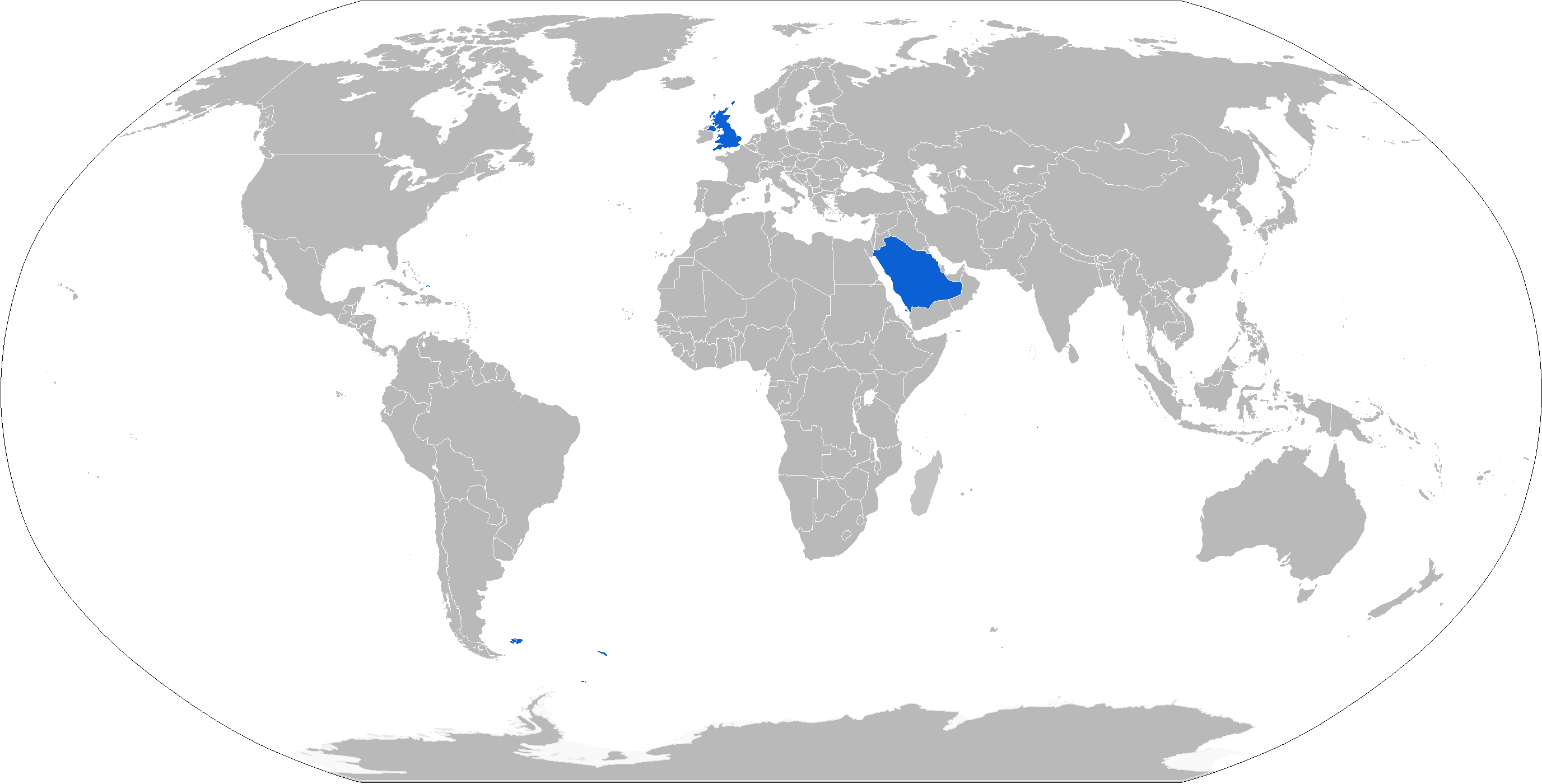
خريطة تظهر مشغلي بيفواي الرابعة باللون الازرق

### مشغلون حاليون
السعودية.
- القوات الجوية الملكية السعودية

 المملكة المتحدة
- سلاح الجو الملكي

- مصر 🇪🇬 

### مشغلون سابقون
قالب:الممكلة المتحدة
- الجناح البحري الضارب

### مشغلون مستقبليون
المملكة المتحدة
- ذراع الأسطول الجوي

 قطر
- القوات الجوية الأميرية القطرية